# Friedrich Müller (Gesteinskundler)
Friedrich Müller (* 3. Juli 1923 in Wunsiedel; † 19. Dezember 2003 in Marktredwitz) war ein Lehrer, Rektor der damaligen Jean-Paul-Hauptschule in Wunsiedel und Lehrbeauftragter an der Staatlichen Fachschule für Steinbearbeitung in Wunsiedel. Er baute eine der weltgrößten Naturwerksteinsammlungen auf. Die Industrie- und Handelskammer Oberfranken bestellte ihn zum Sachverständigen für Naturwerkstein. Für seine Leistungen und sein ehrenamtliches Engagement wurde er mehrfach geehrt.

## Engagement
Müllers großes Verdienst liegt darin, dass er das Naturstein-Archiv in Wunsiedel gründete. Er griff dabei auf eine Mustersammlung zurück, die bereits in den 1950er Jahren angelegt worden war. Er erkannte, dass man neben den historischen und inländischen Gesteine auch Importgesteine archivieren und Fachinformationen darüber sammeln sollte. Er pflegte Kontakte zu Abbau- und Verarbeitungsbetrieben im In- und Ausland und besuchte nationale und internationale Fachmessen. Diese Kontakte nutzte er um diese Sammlung zu einer der größten Naturwerksteinsammlungen in der Welt zu erweitern. Als weiteren Verdienst wird Müllers angerechnet, dass er der deutschsprachigen Naturwerksteinbranche verdeutlichte, dass man die Gesteine wissenschaftlich korrekt bezeichnen sollte.
Diese Naturstein-Archiv bildete für Friedrich Müller die Basis der Herausgabe der inzwischen mehr als 10 Bänden umfassenden Internationalen Natursteinkartei (INSK), die laufend ergänzt wird. Des Weiteren gibt es das Naturstein-Archiv mit allen wesentlichen Daten als Online-Version, die nicht nur laufend ergänzt wird, sondern auch ohne Registrierung und Kosten im Internet abgerufen werden kann.
Müller veröffentlichte neben Fachbüchern zahlreiche Fachaufsätze in der Zeitschrift Naturstein und hielt Fachvorträge über Naturwerksteine vor Innungen im Steinmetzhandwerk. In der Fachschule für Steinbearbeitung richtete er das Naturstein-Archiv ein. In mehr als 5000 verschiedenen Mustern (24 × 15 × 2 cm) sind die wichtigsten historischen und aktuellen Bau- und Bildhauergesteine des deutschen Sprachraums sowie nahezu alle derzeit aktuell gehandelten Naturwerksteine aus zahlreichen Ländern ausgestellt. Des Weiteren befinden sich im Gebäude des Naturstein-Archivs eine systematische petrographische Handstücksammlung mit 4000 Exemplaren und eine Mineraliensammlung von etwa 1500 Stufen.

## Sonstiges
Friedrich Müller ordnete im Fichtelgebirgsmuseum Wunsiedel die mineralogisch-geologische Sammlung, ergänzte und erweiterte sie. Wegen seiner Fachkompetenz wurde er in der Steinbranche als „Steinpapst“ bezeichnet.

## Ehrungen
- Bundesverdienstkreuz am Bande
- Bayerischer Verdienstorden
- Verdienstmedaille der Stadt Wunsiedel
- Kulturpreis des Fichtelgebirgsvereins

## Publikationen
- Internationale Natursteinkartei (INSK), 10 Ringordner, 3. Auflage. Ebner Verlag, Ulm 1993.
- mit Reinhard Kögler: INSK kompakt. Die internationale Natursteinkartei für den aktuellen Markt. 1. Auflage, Ebner Verlag, Ulm  1997 (zuerst zwei Ringordner. Bis zur 56. Ergänzungslieferung, 2021, erweitert; danach eingestellt.).
- Gesteinskunde – Lehrbuch und Nachschlagewerk über Gesteine für Hochbau, Innenarchitektur, Kunst und Restaurierung. 6. Auflage, komplett überarbeitet, Ebner Verlag, Ulm 2001, ISBN 3-87188-122-8.
- Historische Bau- und Dekorationsgesteine in Deutschland. S. 309–379. In: Naturwerkstein und Umweltschutz in der Denkmalpflege; hrsg. v. Berufsbildungswerk des Steinmetz-Bildhauerhandwerks e. V., mit Mitteln der Deutschen Umweltstiftung gefördert, 1. Auflage. Ebner Verlag, Ulm 1997. ISBN 3-87188-143-0
- Bayerns steinreiche Ecke. Erdgeschichte, Gesteine. Minerale, Fossile von Fichtelgebirge, Frankenwald, Münchberger Masse und nördl. Oberpfälzer Wald, Ackermann Verlag, Hof (Saale) 1990, ISBN 3-921615-24-0.